# Крупье из ада
«Крупье из ада» (англ. The Dark Dealer) — американский фильм антология Тома Александера и Уинна Уинберга, премьера которого состоялась 7 ноября 1995 года сразу на видеоносителях.

## Сюжет
Четверо играют в карты. Один из них дьявол, а остальные играют на свои души. Эта сюжетная рамка объединяет три истории игроков, то есть, по сути фильм представляет собой киноальманах.
В первой истории двое убийц нанесли визит случайному свидетелю, который оказался колдуном.
Во второй истории молодой адвокат настолько хотел стать автором песен, что выдал за свои произведения музыканта, умершего в 1960-х годах.
И наконец, в третьей истории трое молодых людей проникли в фармацевтическую лабораторию, один из них съел экспериментальные таблетки и превратился в светящийся шар, начавший преследовать остальных.

## В ролях

### Главные роли
- Кевин Уокер — Филлип Бартон
- Джефф Инглиш
- Дебора Нуньес
- Жанна Гурвич
- Чарльз Кэрролл
- Джин Манн
- Мэри Ривера

### Второстепенные роли
- Джим Блюметти — Боб Джонсон
- Гордон Фокс — Никодемус
- Ким Фрейзер — Дэнис
- Винсент Гаскинс — Самсон
- Ричард Халл — Рэй
- Рокки Паттерсон — Питер
- Кит Алькорн — Хихикающий/Монстр (В титрах не указан)
- Кит Рэндал Дункан — голос полицейского (В титрах не указан)
- Марк Фикерт

## Производство
Сегменты "Cellar Space" и "Blues in the Night" изначально были сняты как отдельные короткометражные фильмы. Позже был снят третий сегмент объединяющий их для фильма антологии. И актеры, и съёмочная группа работали над этим фильмом бесплатно. Фильм снимался в штате Техас, а именно в городах Даллас и Форт-Уорт.

### Технические данные
- Формат — NTSC (1.33:1)

### Съёмачная группа
- Спецэффекты: Кит Рендал Дункан, Энтони Стил и Боб Тревино

## Награды
Сегмент "Cellar Space" получил награду Silver Scroll от Академии Научной фантастики, Фентази и Ужасов.

## Саундтрек
Слова и музыка: Ted D'Avi 

Исполнение: No Time Flat 
- Hurtin' for Love
- Pistol Blues
- Darkened by the Night
- Theopolis Blues

## Релиз
В Бразилии известен под названиями Жуткая игра (Jogo Macabro) и Торговец тьмы (O Mercador das Trevas), под вторым названием транслировался на бразильском ТВ.
Слоганы фильма: Одна плохая рука...и ты мёртв. (One Bad Hand ... & You're Dead.) и Ты должен заплатить...прежде чем начнётся игра. (You've got to pay... before you can play.).

### VHS
Компания Star Dance Video в 1995 году выпустила фильм на VHS.

### DVD
Компания MVD Visual 21 мая 2013 выпустила фильм на DVD.